# Cebiv
Cebiv (německy Zebau) je obec v okrese Tachov v Plzeňském kraji. Žije zde 255 obyvatel.

## Historie
První písemná zmínka o vesnici pochází z roku 1115.

## Obyvatelstvo
Při sčítání lidu v roce 1921 zde žilo 427 obyvatel (z toho 195 mužů), z nichž byli tři Čechoslováci a 424 Němců. Až na dva židy se hlásili k římskokatolické církvi. Podle sčítání lidu z roku 1930 měla vesnice 429 obyvatel: 39 Čechoslováků, 386 Němců, tři Židy a jednoho cizince. Kromě tří členů církve izraelské a dvou lidí bez vyznání byli ostatní římskými katolíky.
| Rok            | 1869 | 1880 | 1890 | 1900 | 1910 | 1921 | 1930 | 1950 | 1961 | 1970 | 1980 | 1991 | 2001 | 2011 | 2021 |
| -------------- | ---- | ---- | ---- | ---- | ---- | ---- | ---- | ---- | ---- | ---- | ---- | ---- | ---- | ---- | ---- |
| Počet obyvatel | 497  | 545  | 553  | 554  | 570  | 596  | 585  | 276  | 332  | 299  | 236  | 272  | 288  | 239  | 227  |
| Počet domů     | 80   | 86   | 88   | 92   | 92   | 93   | 108  | 91   | 65   | 61   | 54   | 58   | 61   | 64   | 63   |

## Obecní správa

### Části obce
- Cebiv
- Bezemín

Od 1. ledna 1980 do 23. listopadu 1990 k obci patřily i Horní Kozolupy, Očín a Strahov.

### Obecní symboly
Znak a vlajka byly obci uděleny rozhodnutím předsedy Poslanecké sněmovny Parlamentu České republiky dne 13. května 2003.

## Doprava
Vesnicí vede železniční trať Pňovany–Bezdružice, na které se zde nachází zastávka Cebiv.

## Pamětihodnosti
- Zámek Cebiv
- Socha Panny Marie na návsi
- Socha svatého Jana Nepomuckého na mostě
- Boží muka
- Mohylník Na Romadě, archeologické naleziště
- Synagoga v Cebivi

V katastru obce, při silnici na Horní Kozolupy, se křižují trasy vedení zvlášť vysokého napětí 400 kV, konkrétně V490/491 (Přeštice – Vítkov u Sokolova) a V441 (Hradec u Kadaně – Etzenricht).

## Galerie

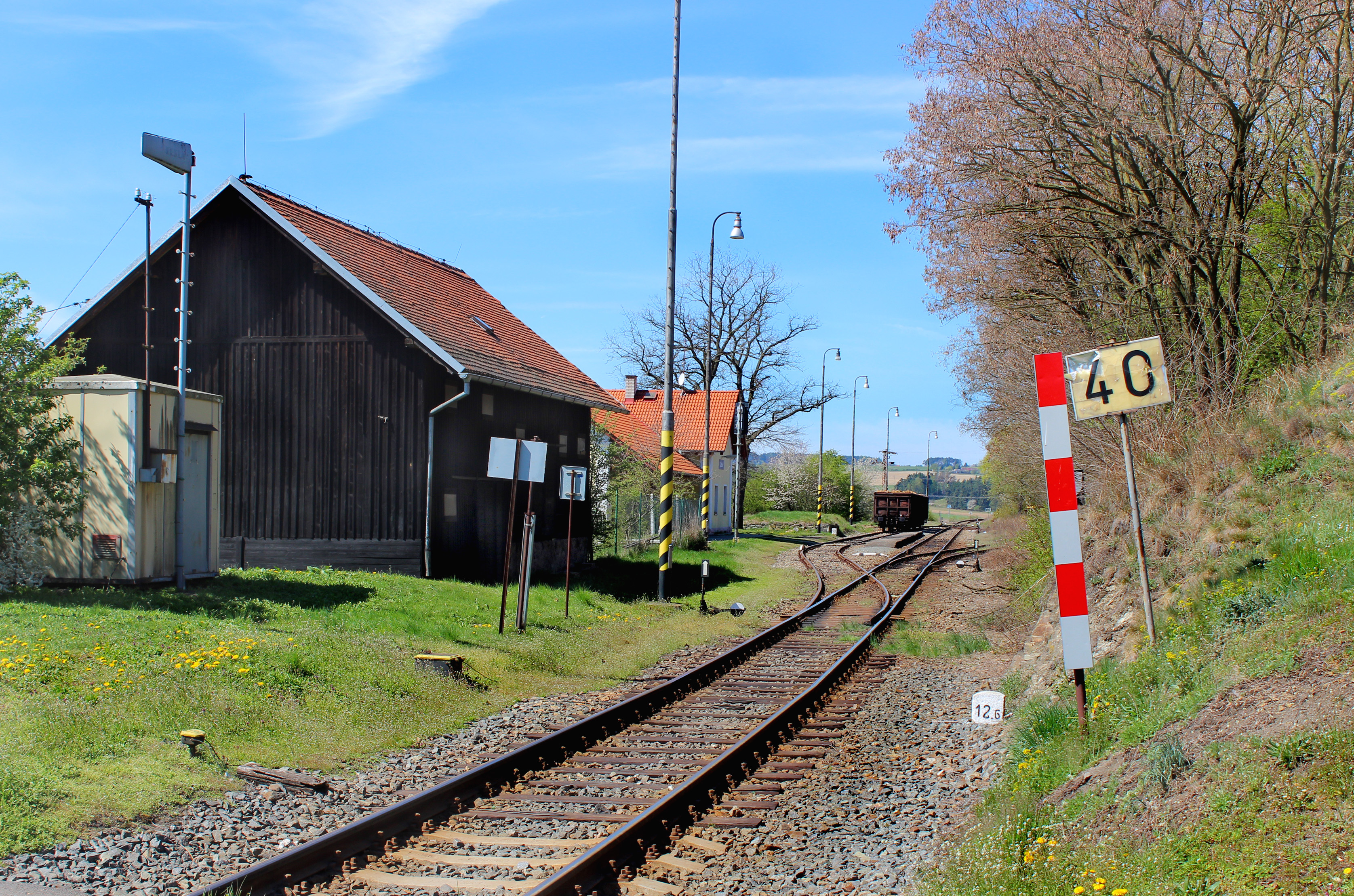
Nádraží
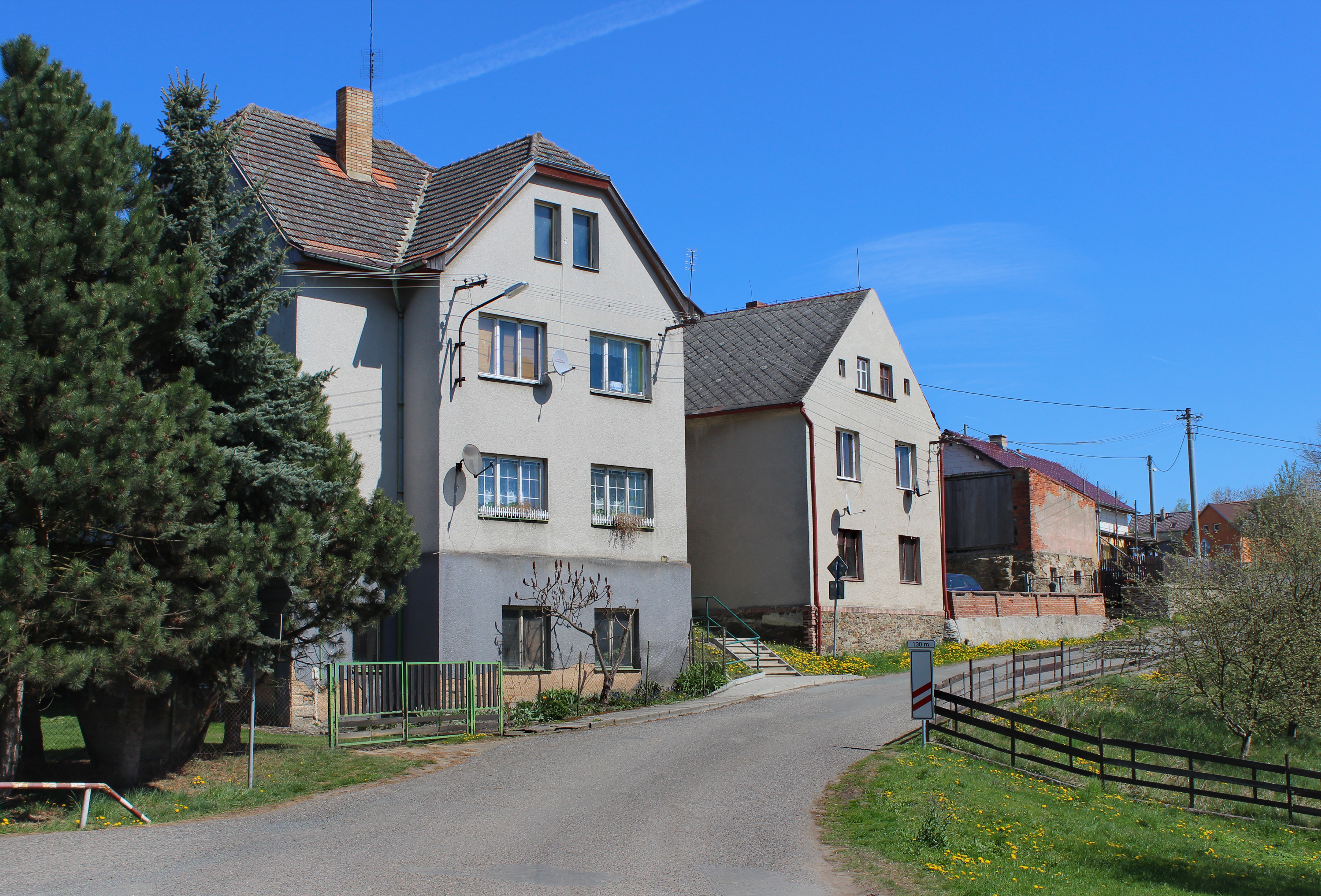
Domky u hlavní silnice
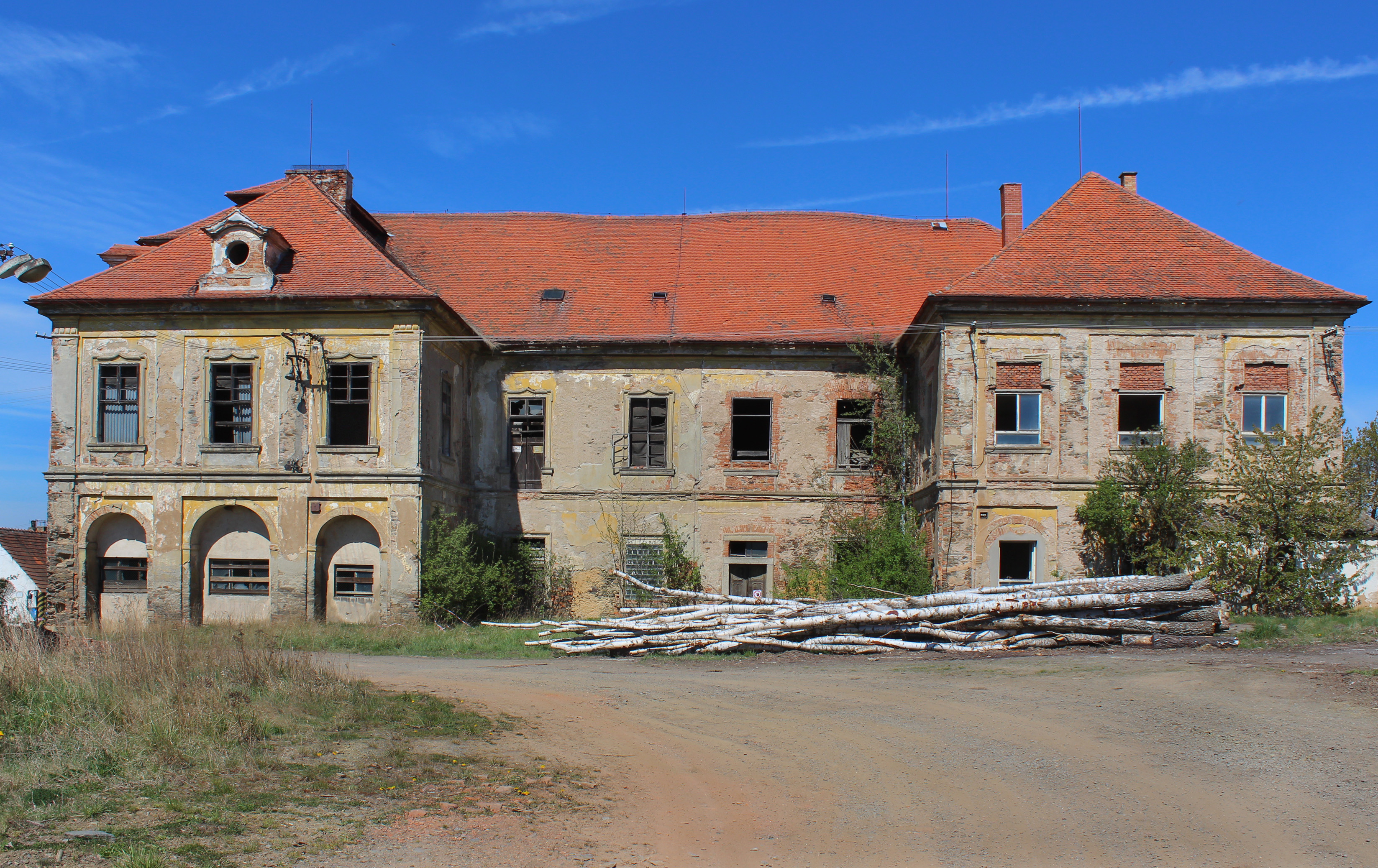
Zámek Cebiv
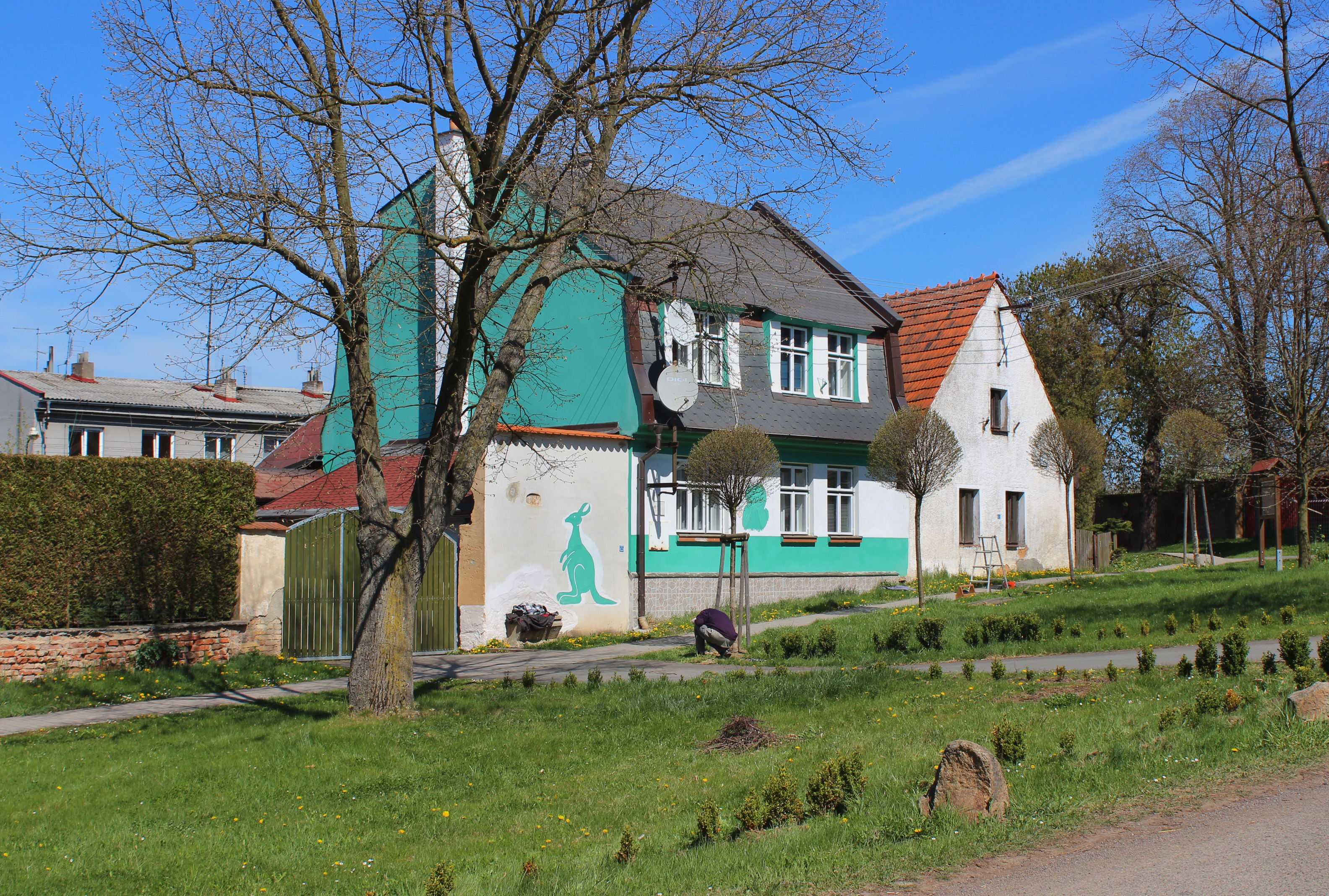
Klokan na horní návsi